# 立川タクロス
立川タクロス（たちかわタクロス）は、東京都立川市にある再開発ビル。住宅部分はプラウドタワー立川となっている。立川市内で最も高い建築物である。

## 概要
第一デパートの再開発事業、立川駅北口西地区第一種市街地再開発事業として開発された。まちびらきと同時に立川駅北改札口が開設され、立川駅西側新自由通路が開通した。
21階は住人の来客用のエリアスペース。

## 沿革
- 2001年（平成13年）10月10日 - 準備組合設立[1]。
- 2008年（平成20年）7月25日 - 都市計画決定。
- 2011年（平成23年）5月12日 - 組合設立認可。
- 2013年（平成25年）3月21日 - 権利変換計画認可。
- 2016年（平成28年）7月29日 - 施設建築物が竣工。
- 2016年（平成28年）8月4日 - まちびらき。

## テナント
- ヤマダデンキ LABI LIFE SELECT
- かつや
- 池袋ばんから
- ウェルパーク
- みかん薬局
- 眼科くじらクリニック
- メガネのアド アドコンタクト
- 立川市役所 窓口サービスセンター
- TACROS有料駐輪場
- TACROS駐車場